# Кормянско
Кормя̀нско е село в Северна България, община Севлиево, област Габрово.

## География
Село Кормянско се намира на около 6 km северозападно от град Севлиево и 28 km изток-югоизточно от град Ловеч. Разположено е в южното подножие на Севлиевските височини, на около километър и половина от течащата източно от него река Росица) и началото на построения на нея язовир „Александър Стамболийски“. Почвите в землището са главно алувиални и алувиално-ливадни и черноземни. Надморската височина в центъра на Кормянско при църквата е около 256 m, нараства до около 300 m на север, а на юг намалява до около 230 m.
През Кормянско минава третокласният републикански път III-403, водещ на югоизток към Севлиево и връзка с първокласния републикански път I-4, съвпадащ с Европейски път Е772, а на северозапад и север през селата Малки Вършец, Агатово, Крамолин, Коевци и град Сухиндол – до Павликени.
Населението на село Кормянско, наброявало 1492 души при преброяването към 1934 г., намалява до 816 към 1985 г. и 666 към 2011 г. и наброява 603 души (по текущата демографска статистика за населението) към 2019 г.
При преброяването на населението към 1 февруари 2011 г., от обща численост 666 лица, за 473 лица е посочена принадлежност към „българска“ етническа група, за 160 – към „турска“, за 11 – към ромска, за 15 не е даден отговор и за останалите не са посочени данни в източника.

## История
Село Кормянско е заварено като българско християнско селище при завоюването на българските земи от османските турци. Първото писмено свидетелство за него е от 1479 г. в регистър за ленни владения в Никополски санджак. В османотурските документи е изписвано като: Корменичка – 1479 г., Коруменичко – 1485, 1541 и 1622 г. и т.н. Константин Иречек през 1884 г. в „Пътувания по България“ го нарича Курменджик или Кормянско. В „Списък на населените места (по преброяването на 1 януари 1881 г.)“ селото е с наименование Кормянско.
За произхода на името има предположения. Според историка от началото на ХХ век Васил Миков произходът на името на селото е кумански – без наличие на достатъчна обосновка за това според Петко Недялков, който сочи аргументи за славянски произход на името.
До Освобождението селото е турско, нарича се Корменджик и в него има две джамии. След Освобождението през 80-те години на 20 век турците постепенно частично се изселват и се заселват българи.
Църквата „Свети Димитър“ е построена през 1885 – 1888 г.
Първото училище в Кормянско – начално, е открито през ноември 1882 г., през която година побългаряването на селото е особено напреднало. Като училище служи оставената от турците джамия, а през 1893 г. се замисля строеж на ново училище. През учебната 1921/1922 г. се открива първи клас на прогимназията, която през учебната 1923/1924 г. се развива като пълна прогимназия с I, II и III класове. До края на учебната 1934/1935 г. в селото има самостоятелно начално училище от I до IV отделение и самостоятелна прогимназия от I до III клас, а от учебната 1935/1936 г. те се сливат в основно училище под името Народно основно училище „Отец Паисий“., от 1936 г. – в нова сграда. През учебната 1954/1955 г. към училището се открива детска полудневна градина. През 2007 г., поради трайна тенденция за намаляване броя на децата, основното училище „Отец Паисий“ в село Кормянско се закрива.
Читалище „Развитие“ в село Кормянско е създадено през 1908 г. През началните си години то няма значителна дейност, а от 1909 г. до 1921 г. – през време на войните, я преустановява напълно. Дейността на читалището се възстановява от 1921 г. с подготвянето и представянето на пиесите „Балканска комедия“, „По неволя доктор“ и други. През 1937 г. читалището се настанява в нова сграда.
Всестранната кооперация „Кале“ – село Кормянско е основана през март 1921 г. с името „Всестранно земеделско кооперативно сдружение „Кале“ и е регистрирана в Севлиевския областен съд през 1924 г. До 1926 г. кооперацията не функционира и започва да работи от 1 януари 1927 г., когато група ентусиазирани членове успява да събере сума от 5 – 6 хиляди лева капитал, с които е открит първият кооперативен магазин. Резултатът от едногодишната дейност на магазина е 40000 лева чиста печалба, въпреки продажбата на по-ниски цени, отколкото в частните магазини. Следващите 2 – 3 години кооперацията е във възход, нараства броят на членовете ѝ, растат и фондовете на сдружението. През 1930 г. кооперацията приема новия типов устав за кредитните селски кооперации, предложен от Българска земеделска банка и се преименува на „кредитна“. Развива се и заемната служба. В периода 1932 – 1944 г., кооперацията развива голяма дейност в изкупуването на селскостопанските произведения. От 1931 г. кооперацията започна да изкупува мляко от селата Кормянско, Петко Славейково и Дебелцово, което преработва в сирене, кашкавал, масло. Продуктите се продават главно в Севлиево и Габрово, както и на други места, където кооперацията има свои складове и магазини за млечни произведения. През 1947 г. се преобразува във всестранна кооперация, през 1952 г. – в селкооп, а през 1957 г. ликвидира.

## Население
Преброяване на населението през 2011 г.
Численост и дял на етническите групи според преброяването на населението през 2011 г.:
|                     | Численост | Дял (в %) |
| Общо                | 666       | 100,00    |
| Българи             | 473       | 71,02     |
| Турци               | 160       | 24,02     |
| Цигани              | 11        | 1,65      |
| Други               | 0         | 0,00      |
| Не се самоопределят | 0         | 0,00      |
| Неотговорили        | 15        | 2,25      |

## Обществени институции
Село Кормянско към 2020 г. е център на кметство Кормянско.
В село Кормянско към 2020 г. има:
- действащо читалище „Развитие – 1937“;[19][20]
- православна църква „Свети Димитър“;[21][22]
- пощенска станция.[23]

## Редовни събития
Съгласно традициите, съборът на селото се провежда в деня на храмовия празник, Димитровден.Допреди двадесетина-тридесет години съборът е повод за среща на родове, приятели и близки, но с течение на времето значението му като общоселско социално събитие значително намалява.